# Engelsberg (Lauterhofen)
Das Dorf Engelsberg ist ein Gemeindeteil des Marktes Lauterhofen im Landkreis Neumarkt in der Oberpfalz.
Kirchlich gehört Engelsberg zur Pfarrei Oberwiesenacker im Dekanat Habsberg.
Am 1. Mai 1978 wurde Engelsberg mit Nattershofen (Gemeindesitz), Finsterhaid, Hillohe, Holzheim, Mantlach und Thürsnacht nach Lauterhofen eingemeindet.